# Dillsgraben

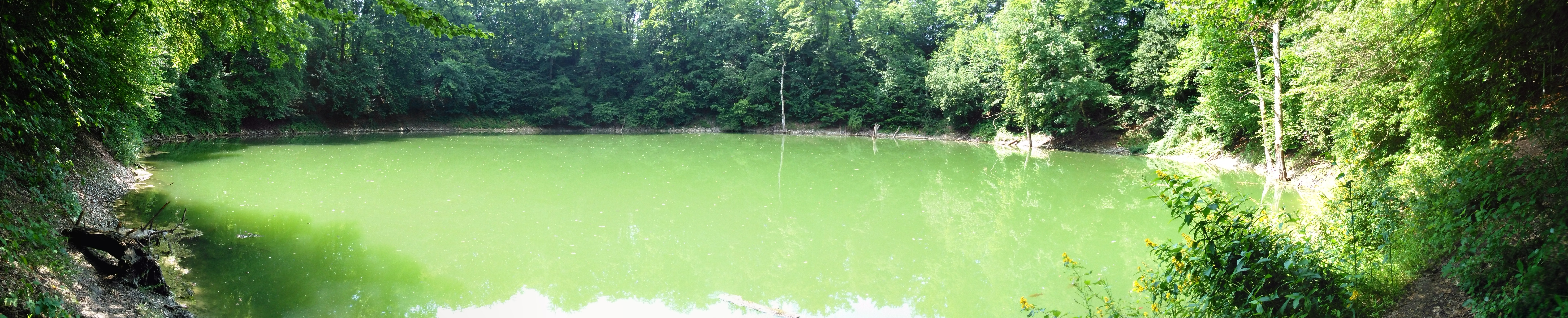
Panoramabild vom Dillsgraben
(Juli 2017)

Der Dillsgraben im Höhenzug Harplage ist ein Erdfall bei Königsdahlum im niedersächsischen Landkreis Hildesheim (Deutschland). Sein natürlich durch Subrosion (Auslaugung) leicht löslicher Untergrundgesteine entstandener Trichter, in dem ein See liegt, ist seit 1996 als 1,8 ha großes Naturdenkmal (ND) ausgewiesen. Er ist etwa 1000 Jahre alt.

## Geographie

### Lage
Der Dillsgraben ist eingebettet in die Nordostabdachung der Harplage, einem 290,1 m ü. NHN hohen Höhenzug im Innerstebergland. Etwa 1,3 km nordwestlich der Dorfkirche des zu Bockenem gehörenden Königsdahlum liegt er in einer Erhebung zwischen dem Hachumer Bach im Norden und einem weiteren Bach im Süden, die in die östlich fließende Nette münden. Wenige Meter nordöstlich des Erdfalls liegt auf der Gipfelregion der Erhebung eine 179,6 m hohe Stelle.

### Naturräumliche Zuordnung
Der Dillsgraben gehört in der naturräumlichen Haupteinheitengruppe Weser-Leine-Bergland (Nr. 37), in der Haupteinheit Innerstebergland (379) und in der Untereinheit Südliches Innerstebergland (Bockenemer Land; 379.1) zum Naturraum Harplage-Heber (Lamspringer Berge; 379.11). Die Landschaft fällt nach Nordosten in den Naturraum Ambergau (379.12) ab.

## Entstehung und Daten
Der Dillsgraben entstand als typische Karsterscheinung durch die von Grundwasser verursachte Subrosion von leichterlöslichen Gipsgesteinen im Mittleren Muschelkalk. Diese Auslaugung und -Waschung verursachte den Einsturz darüberlagernder Deckgesteine des Trochitenkalks.
Der etwa kreisrunde Trichter hat etwa 140 m Durchmesser. Am Fuß seiner rund 30 m hohen und steil abfallenden Wände liegt ein nahezu kreisförmiger und maximal 60 m tiefer See. Sein Wasserspiegel (147 m) steigt und fällt periodisch mit den Schwankungen des Grundwasserspiegels. Die Flanken des Erdfalls sind mit naturnahen Laubwäldern bestockt.

## Naturdenkmal-Schutzzweck
„Als seltene geomorphologische Einzelerscheinung sind der“ Dillsgraben und sein „natürlich entstandener See aus heimatkundlichen und wissenschaftlichen Gesichtspunkten als besonders erhaltenswert einzustufen“. Ziel der Ausweisung als Naturdenkmal ist es, den Erdfall „als seltene und eigenartige geologische Erscheinungsform zu schützen und zu erhalten sowie seinen wissenschaftlichen und heimatkundlichen Wert zu sichern.“

## Dillsburg
Wenige Meter ostnordöstlich vom Dillsgraben liegt die Dillsburg, eine burgähnliche und um 1888 durch Johann Friedrich Weule (Gründer der Turmuhrenfabrik und Glockengießerei J. F. Weule) erbaute Villa, die in Privatbesitz ist. Erwähnt wurde dieser Platz in der Dillssage (Sage vom Ritter Till) als Standort einer Burg, für die es sonst „keine weiteren Anhaltspunkte“ gibt.